# 索里亞巨龍屬
索里亞巨龍（Soriatitan，意為「索里亞的巨人」）是一屬腕龍科的蜥腳下目恐龍，模式種兼唯一種戈馬約索里亞巨龍（S. golmayensis）發現於西班牙的戈馬約組地層，年代為白堊紀早期上豪特里維階至下凡藍今階，約1億3800萬至1億3000萬年前。
化石是在戈馬約市的左拉博1號沉積層發現，於2000年由來自索里亞省的古生物團隊開始挖掘，並於2009年在恐龍城基金會（Dinópolis Foundation）的贊助下開始清修。

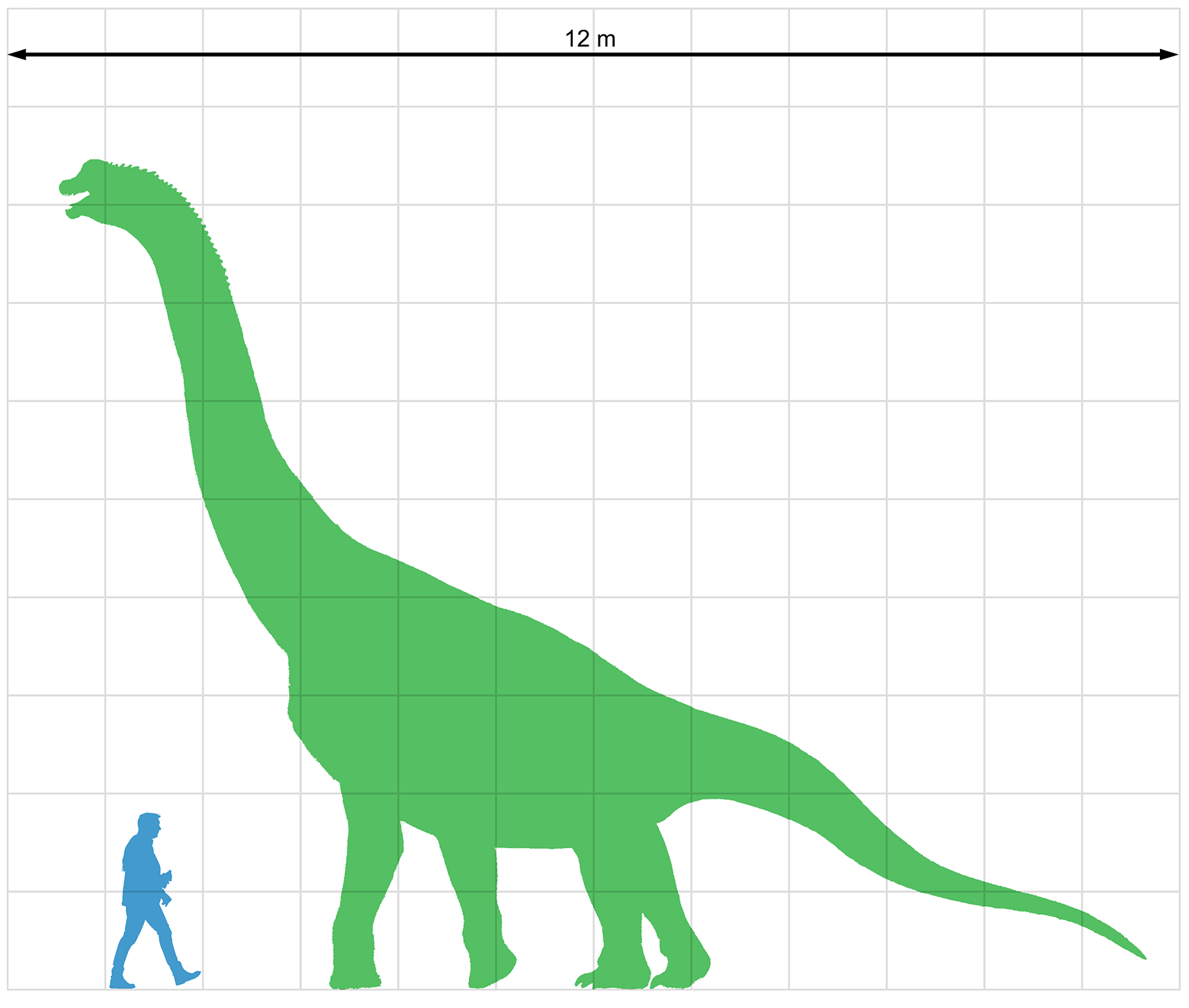
體型比例圖

正模標本MNS 2001/122包含1個牙齒、3個帶有肋骨的胸椎、1個部分薦骨、5個尾椎椎體、2個尾椎神經棘、1個人字骨、1個肱骨、1個尺骨、1個橈骨、2個部分髂骨、2個坐骨、1個恥骨碎片、1個部分股骨。估計身長約13至14公尺、體重8噸。
支序分類學分析將索里亞巨龍分類為巨龍形類的腕龍科。標本同時與歐洲和北美洲的腕龍科有相似的特徵。向前偏轉的前中段尾椎神經棘類似雪松龍、塔斯塔維斯龍、毒癮龍；肱骨近端頭和軸之間的側緣筆直類似雪松龍。標本屬於一個成年個體。植食性的牙齒很小顆，長18毫米。同地的植物化石表示索里亞巨龍棲息地為副熱帶氣候，以針葉樹為主，並可能以此為主食。
索里亞巨龍的發現，表示白堊紀早期某個時間點歐洲和北美洲板塊有相連，使腕龍科同時分布於兩地區。索里亞巨龍也是歐洲唯一已知的白堊紀早期腕龍科，過去認為腕龍科已於約1億3000萬年前在歐洲滅絕。

## 外部連結
- Ecoticias.com article （页面存档备份，存于） - 發現索里亞巨龍的介紹 (西班牙文)
- Soriatitan entry on Dinochecker.com （页面存档备份，存于）